# Connexion avec Apple
Connexion avec Apple est un fournisseur d'authentification unique créé par Apple, dévoilé le 3 juin 2019 lors de la conférence des développeurs d'Apple de 2019 (WWDC) et introduit sous iOS 13,.
Cette authentification est conçue pour permettre aux utilisateurs de se connecter à des services tiers en donnant le minimum de données personnelles (contrairement aux social logins offerts par des réseaux sociaux). En effet, la fonctionnalité d'Apple ne requiert qu'un nom et une adresse électronique.
Les utilisateurs peuvent choisir de partager leur adresse e-mail associée à leur identifiant Apple ou choisir de la masquer en choisissant l'option « Cacher mon adresse e-mail » qui permet de générer une adresse électronique temporaire qui sera spécifique au service.